# Grenzball
Grenzball ist eine Ballsportart, die nicht mehr wettkampfmäßig betrieben wird. Es gleicht dem Schleuderballspiel.
Es handelt sich dabei um ein Bewegungsspiel, bei dem sich zwei Mannschaften auf einer etwa 60 m langen Spielfläche gegenüberstehen. Sie versuchen, einen großen Vollball durch Wurf oder Stoß über die hinter den Gegnern befindliche Grenze der Spielfläche zu bewegen. Mitunter wird auf jeder Seite ein durch zwei Stangen begrenztes Tor aufgebaut, in das der Ball hinein zu bugsieren ist.
Das Grenzballspiel wurde von August Hermann erdacht. Die Spielregeln sind zwischen 1897 und 1899 entstanden.